# PFK CSKA Sofia
‌
Ne pas confondre avec le FK CSKA 1948 Sofia, un autre club de Sofia.
Maillots
Actualités
Le Profesionalen Futbolen Klub CSKA (en bulgare : Професионален Футболен Клуб ЦСКА), plus communément appelé le CSKA Sofia, est un club bulgare de football fondé le 5 mai 1948 et basé à Sofia, la capitale du pays.
Section du club omnisports du CSKA Sofia, le club évolue actuellement en première division du championnat national.
Le club rouge et blanc est officiellement résident du Balgarska Armiya en français : « stade de l'armée bulgare », dont la capacité est de 22 995 places. Cependant, en raison de sa vétusté, le club utilise régulièrement le Stade national Vassil Levski de Sofia. Le club est administrativement relégué en troisième division lors de la saison 2015-2016 en raison de problèmes financiers.

## Histoire du club

### Dates clés
- 1923 : fondation du Atletik-Slava '23 sous le patronage de l'armée bulgare, par fusion de l'Athletic Sofia (fondé en 1910) et du Slava Sofia (fondé en 1916).
- 1944 : fusion avec le Shipka-Pobeda Sofia et le Spartak-Grafik en Cavdar Sofia, qui devient en février 1948 le CDV Sofia (Centralnia Dom na Voiskata, en français : « Maison centrale des troupes »).
- mai 1948 : fusion avec le Septemvri Sofia en FD Septemvri pri CDV Sofia, ancêtre officiel du PFC CSKA Sofia.
- septembre 1948 : le FD Septemvri pri CDV Sofia remporte le championnat de Bulgarie pour sa première année d'existence.
- 1951 : premier doublé coupe-championnat.
- 1954-1962 : conquête de neuf titres de championnat de Bulgarie d'affilée.
- 1956 : première participation à une Coupe d'Europe (la Coupe des clubs champions européens 1955-1956) ; le CSKA est éliminé en quart de finale par le FK Étoile rouge de Belgrade (1-3 ; 2-1).
- 1967 : qualification pour les demi-finales de la Coupe des clubs champions européens 1966-1967 et élimination par l'Inter Milan, après un match de barrage (1-1 ; 1-1 ; 0-1).
- 1982 : qualification pour les demi-finales de la Coupe des clubs champions européens 1981-1982 et élimination par le Bayern Munich (4-3 ; 0-4).
- 1985 : fermeture du club sur décision du comité central du Parti communiste bulgare à la suite de graves incidents sur le terrain et dans les tribunes lors de la finale de la Coupe de Bulgarie contre le Levski Sofia (qui sera lui aussi sanctionné).
- 1985 : refondation du club sous le nom de FK Sredets Sofia.
- 1989 : qualification pour les demi-finales de la Coupe d'Europe des vainqueurs de coupe 1988-1989 et élimination par le FC Barcelone (4-2 ; 1-2).
- 2008 : le club connait de grandes difficultés financières[réf. nécessaire].
- 2015 : le club est relégué en 3e division bulgare pour surendettement[3].
- 2016 : fusionne avec le Litex Lovetch.

### Changement de noms
- 1949 : le club est renommé CDNV Sofia.
- 1950 : le club est renommé Narodna vojska Sofia.
- 1951 : le club est renommé CDNV Sofia.
- 1953 : le club est renommé Otbor na Sofijskija Garnizon.
- 1953 : le club est renommé CDNA Sofia.
- 1964 : fusion avec le DSO Cerveno Zname Sofia en CSKA Cerveno Zname Sofia.
- 1968 : fusion avec le FD Septemvri CDV Sofia en CSKA Septemvrijsko Zname Sofia.
- 1985 : le club est fermé puis recréé sous le nom de FK Sredets Sofia.
- 1987 : le club est renommé CFKA Sredets Sofia.
- 1989 : le club est renommé CFKA Sofia.
- 1990 : le club est renommé FK CSKA Sofia.
- 1998 : le club est renommé PFC CSKA Sofia.

### Histoire
Le club trouve ses origines en 1923. Ses initiales CSKA (bulgare : Централен Спортен Клуб на Армията, Centralen Sporten Klub na Armiyata) signifient Club sportif central de l'armée, traduisant ainsi les liens originels du club avec l'armée bulgare, qui ne sont de nos jours plus d'actualité.
Entre 1948 et 2011, le CSKA a remporté le championnat de Bulgarie à 31 reprises et la coupe nationale 20 fois, ce qui en fait le club le plus titré du pays. Trois fois demi-finaliste de compétition européenne, le CSKA Sofia est également considéré comme le meilleur club bulgare du XXe siècle pour ses résultats continentaux par la IFFHS. Le grand rival du CSKA est le PFK Levski Sofia, leur duel étant connu comme le « derby éternel du football bulgare ».
Il a vu évoluer sous ses couleurs de nombreuses gloires du football national, comme Petar Jekov, Dimitar Yakimov, Dimitar Penev, Hristo Stoichkov, Emil Kostadinov, Liouboslav Penev, Dimitar Berbatov, Stilian Petrov ou Martin Petrov.
Après le rachat du club par l'homme d'affaires Gricha Gantchev en juin 2015, qui s'entoure de joueurs historiques du club (Plamen Markov est nommé directeur sportif et Hristo Yanev entraîneur), le PFC CSKA Sofia remporte la coupe de Bulgarie 2016, une première historique pour un club de troisième division. En juin 2016, en rachetant la licence professionnelle du PFC Litex Lovetch, le club fusionne avec ce dernier et fait son retour en première division lors de la saison 2016-2017.

## Bilan sportif

### Palmarès
| Compétitions nationales | Compétitions internationales |
| --- | --- |
| - Championnat de Bulgarie (31) : - Champion : 1948, 1951, 1952, 1954, 1955, 1956, 1957, 1958, 1959, 1960, 1961, 1962, 1966, 1969, 1971, 1972, 1973, 1975, 1976, 1980, 1981, 1982, 1983, 1987, 1989, 1990, 1992, 1997, 2003, 2005 et 2008. - Vice-champion : 1949, 1953, 1968, 1970, 1974, 1977, 1978, 1979, 1984, 1985, 1988, 1991, 1993, 1994, 2000, 2001, 2006, 2007, 2009, 2010, 2012, 2014, 2017, 2018, 2019, 2020, 2022 et 2023. - Coupe de Bulgarie (21) : - Vainqueur : 1951, 1954, 1955, 1961, 1965, 1969, 1972, 1973, 1974, 1983, 1985, 1987, 1988, 1989, 1993, 1997, 1999, 2006, 2011, 2016 et 2021. - Finaliste : 1949, 1950, 1966, 1970, 1976, 1978, 1986, 1990, 1998, 2002, 2004, 2005, 2020, 2022 et 2025. - Supercoupe de Bulgarie (4) : - Vainqueur : 1989, 2006, 2008 et 2011. - Finaliste : 2005 et 2021. | - Coupe d'Europe des clubs champions : - Meilleure performance : demi-finaliste (1967 et 1982) - Coupe d'Europe des vainqueurs de coupe : - Meilleure performance : demi-finaliste (1989) - Coupe de l'UEFA : - Meilleure performance : 16e de finaliste (1999) - Coupe Mohammed V (1) : - Vainqueur : 1967 - Trophée Ciudad de Palma (2) : - Vainqueur : 1970 et 1971 - Finaliste : 1973 |

De plus, le club a remporté des tournois amicaux prestigieux, tels que :
- Trophée Naranja
  - Vainqueur : 1976
- Tournoi Costa Azul de Setúbal
  - Vainqueur : 1989

### Bilan européen
| Compétition              | P  | M   | V   | N  | D   | BP  | BC  | Diff. |
| ------------------------ | -- | --- | --- | -- | --- | --- | --- | ----- |
| Ligue des champions (C1) | 25 | 98  | 41  | 16 | 41  | 140 | 144 | -4    |
| Coupe des coupes (C2)    | 5  | 22  | 12  | 0  | 10  | 49  | 29  | +20   |
| Ligue Europa (C3)        | 25 | 116 | 40  | 34 | 42  | 148 | 140 | +8    |
| Ligue Conférence (C4)    | 3  | 20  | 5   | 5  | 10  | 18  | 27  | -9    |
| Coupe Intertoto          | 1  | 4   | 2   | 1  | 1   | 8   | 4   | +4    |
| Total                    | 59 | 260 | 100 | 56 | 104 | 363 | 344 | +19   |

## Infrastructures

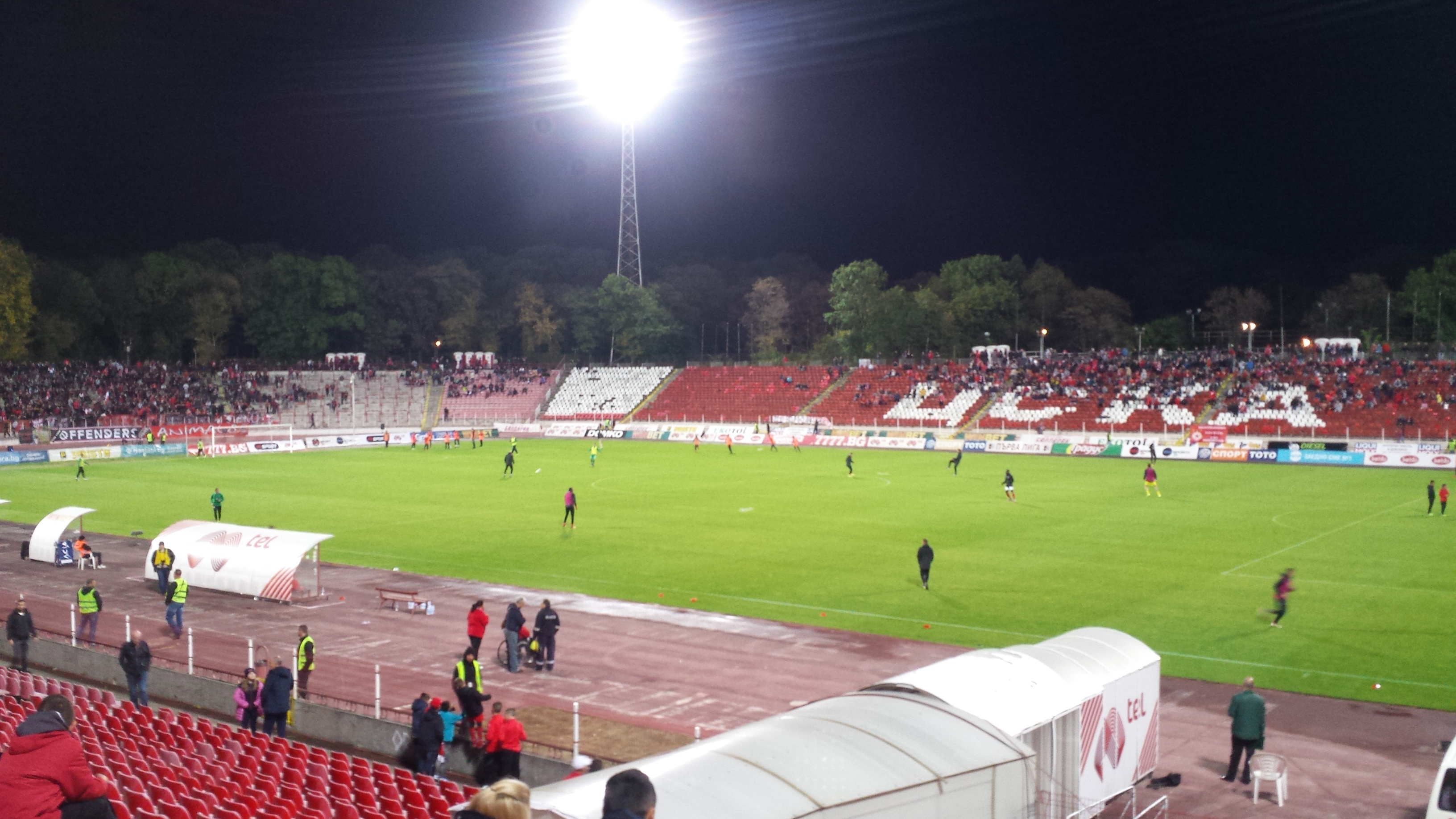
Le stade de l'armée bulgare en 2017

Le stade de l'armée bulgare, dont le club est propriétaire, est inauguré en 1967. Il se situe à l'emplacement de son prédécesseur, l'Athletic Park, dans le parc Borisova Gradina dans le centre de Sofia. Il compte quatre tribunes abritant de 22 015 sièges, dont 2 100 sont couverts, et abrite également des équipements sportifs et le musée du club.
En 2010, le stade est fermé du fait de sa vétusté, en prévision de la construction d'un nouveau stade. En attendant, le club réside au stade national Vassil Levski.

## Personnages du club

### Présidents du club
- Ljupko Petrović

### Entraîneurs du club
Quatre entraîneurs bulgares se distinguent de l'historique du CSKA Sofia pour leur succès et leur longévité sur le banc du club :
- Krum Milev remporte entre novembre 1948 et 1964 onze championnats de Bulgarie et quatre coupes. Il prend en charge par la suite la sélection bulgare.
- Manol Manolov, entraîneur du CSKA de 1969 à février 1974 puis en 1974-1975 et enfin entre avril 1983 et 1985, remporte cinq championnats et quatre coupes.
- Asparuh Nikodimov, entraîneur du CSKA d'avril 1979 à septembre 1982, de janvier 1991 à 1992 puis en 2001, remporte quatre championnats et un coupe
- Dimitar Penev, entraîneur du CSKA de décembre 1985 à janvier 1991, de 1998 à mars 2000 puis en 2008-2009, remporte trois championnats, sept coupes et deux supercoupes de Bulgarie. Il est de 1991 à 1996 le sélectionneur bulgare, qu'il mène en demi-finale de la Coupe du monde 1994.

- Konstantin Nikolov (mai 1948 - novembre 1948)
- Krum Milev (novembre 1948 - juin 1964)
- Grigoriy Pinaychev (juin 1964 - juin 1965)
- Stojan Ormandzhiev (juillet 1965 - juin 1969)
- Manol Manolov (juillet 1969 - février 1974)
- Nikola Kovachev (février 1974 - juin 1974)
- Manol Manolov (juillet 1974 - juin 1975)
- Sergi Yotsov (juillet 1975 - juin 1977)
- Nikola Kovachev (juin 1977 - avril 1979)
- Asparuh Nikodimov (avril 1979 - septembre 1982)
- Stefan Bozhkov (septembre 1982 - octobre 1982)
- Boris Stankov (octobre 1982 - novembre 1982)
- Apostol Chachevski (novembre 1982 - avril 1983)
- Manol Manolov (avril 1983 - juin 1985)
- Sergi Yotsov (juin 1985 - décembre 1985)
- Dimitar Penev (décembre 1985 - janvier 1991)
- Asparuh Nikodimov (janvier 1991 - juin 1992)
- Tsvetan Yonchev (juin 1992 - juin 1993)
- Gjoko Hadžievski (juin 1993 - janvier 1994)
- Boris Gaganelov (janvier 1994 - juin 1994)
- Bozhil Kolev (juin 1994 - 12 septembre 1994)
- Tsvetan Yonchev (12 septembre 1994 - 28 septembre 1994)
- Spas Dzhevizov (28 septembre 1994 - octobre 1994)
- Hristo Andonov (octobre 1994 - avril 1995)
- Tsvetan Atanasov (avril 1995 - 2 juin 1995)
- Plamen Markov (2 juin 1995 - décembre 1995)
- Georgi Vasilev (janvier 1996 - mars 1998)
- Petar Zehtinski (mars 1998 - juin 1998)
- Dimitar Penev (juin 1998 - 4 mars 2000)
- Spas Dzhevizov (5 mars 2000 - 23 avril 2000)
- Aleksandar Stankov (23 avril 2000 - mai 2000)
- Enrico Catuzzi (juin 2000 - décembre 2000)
- Aleksandar Stankov (décembre 2000 - 2 mars 2001)
- Enrico Catuzzi (3 mars 2001 - juin 2001)
- Asparuh Nikodimov (juin 2001 - décembre 2001)
- Luigi Simoni (décembre 2001 - mai 2002)
- Stoycho Mladenov (juin 2002 - 15 octobre 2003)
- Aleksandar Stankov (15 octobre 2003 - février 2004)
- Ferario Spasov (février 2004 - février 2005)
- Miodrag Ješić (février 2005 - 4 avril 2006)
- Plamen Markov (4 avril 2006 - 12 mars 2007)
- Stoycho Mladenov (12 mars 2007 - 9 juillet 2008)
- Dimitar Penev (9 juillet 2008 - 5 mars 2009)
- Luboslav Penev (5 mars 2009 - 13 janvier 2010)
- Ioan Andone (17 janvier 2010 - 30 mars 2010)
- Adalbert Zafirov (30 mars 2010 - 21 avril 2010)
- Dimitar Penev (21 avril 2010 - 1er juin 2010)
- Pavel Dochev (1er juin 2010 - 16 août 2010)
- Gjore Jovanovski (17 août 2010 - 21 octobre 2010)
- Milen Radukanov (21 octobre 2010 - 23 octobre 2011)
- Dimitar Penev (23 octobre 2011 - 5 mars 2012)
- Stoycho Mladenov (5 mars 2012 - 4 janvier 2013)
- Miodrag Ješić (7 janvier 2013 - 11 mars 2013)
- Milen Radukanov (11 mars 2013 - 5 juin 2013)
- Hristo Stoichkov (5 juin 2013 - 8 juillet 2015)
- Stoycho Mladenov (10 juillet 2013 - 20 mars 2015)
- Galin Ivanov (24 mars 2015 - 28 avril 2015)
- Luboslav Penev (28 avril 2015 - 31 mai 2015)
- Hristo Yanev (26 juin 2015 - 21 août 2016)
- Edward Iordănescu (24 août 2016 - 27 novembre 2016)
- Stamen Belchev (28 novembre 2016 - 1er mai 2018)
- Hristo Yanev (1er mai 2018 - 20 mai 2018)
- Nestor Jevtić (6 juin 2018 - 7 février 2019)
- Luboslav Penev (8 février 2019 - 3 mai 2019)
- Dobromir Mitov (3 mai 2019 - 21 juillet 2019)
- Ljupko Petrović (21 juillet 2019 - 2 octobre 2019)
- Dobromir Mitov (2 octobre 2019 - 7 octobre 2019)
- Miloš Kruščić (7 octobre 2019 - 2 juillet 2020)
- Stamen Belchev (2 juillet 2020 - )

### Grands joueurs du passé
Le CSKA Sofia a formé de nombreux joueurs parmi les meilleurs que le club ait connu. Lors de l'épopée de l'équipe nationale bulgare à la Coupe du monde de 1994, le sélectionneur Dimitar Penev, ancien joueur et entraîneur du CSKA, s'appuie sur les Hristo Stoichkov, Emil Kostadinov, Yordan Letchkov, Luboslav Penev, Trifon Ivanov, Georgi Georgiev et Ivaylo Andonov, tous issus ou passés au club.
Auparavant, les Bulgares ont connu à deux reprises un certain succès aux cours des Jeux olympiques, en partie grâce au talent des joueurs du CSKA. En 1956 à Melbourne, les Georgi Najdenov, Kiril Rakarov, Manol Manolov, Nikola Kovachev, Stefan Boskov, Gavril Stoyanov, Dimitar Milanov, Georgi Dimitrov, Panajot Panajotov, Krum Yanev et Ivan Kolev remportent la médaille de bronze. Douze ans plus tard au Mexique, c'est une médaille d'argent qui récompense les Stoyan Yordanov, Ivan Zafirov, Kiril Stankov, Petar Jekov et Asparuh Nikodimov.
Parmi les autres joueurs célèbres du CSKA, on peut citer les joueurs suivants[réf. nécessaire] :
| - Stefan Aladjov - Krasimir Balakov - Dimitar Berbatov - Hristo Bonev | - Georgi Denev - Georgi Dimitrov - Boris Gaganelov - Dimiter Jakimov | - Bojil Kolev - Stoycho Mladenov - Anatoli Nankov - Martin Petrov | - Florentin Petre - Stilian Petrov - Zonio Vassiliev - Radoslav Zdravkov |

## Culture populaire

### Supporters

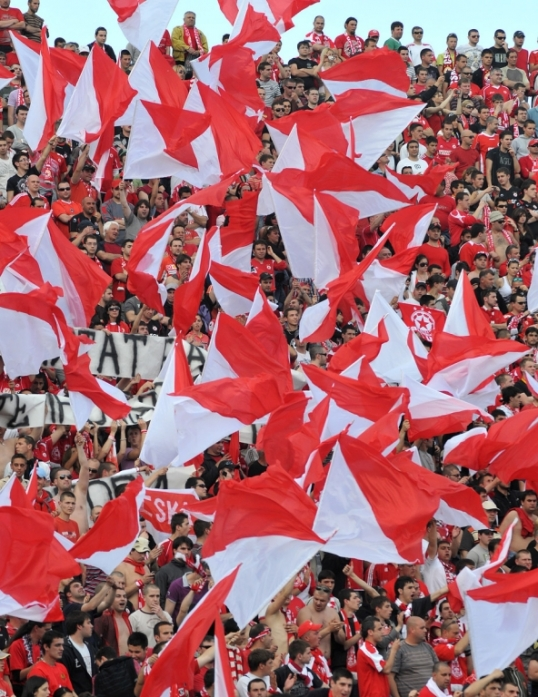
Supporters du CSKA.

Le CSKA Sofia est l'un des deux clubs les plus populaires du pays[réf. souhaitée]. Le nombre de ses supporters encartés est estimé à 180 000[réf. nécessaire], dans environ 800 groupes à travers le monde.
Les supporters ultras se trouvent dans le Sector G, la tribune nord du stade.

### Rivalité
Le grand rival du CSKA est le PFK Levski Sofia, leur duel étant connu comme le derby éternel du football bulgare. Les deux clubs se trouvent dans la même ville et comptent à eux-deux 57 titres de champion et 45 coupes de Bulgarie.

## Identité du club

### Couleurs du club
| Maillot principal | Maillot secondaire |

Depuis la fusion du club avec le Septemvri Sofia en 1948, les couleurs du CSKA Sofia sont le rouge et le blanc. Traditionnellement le maillot principal est rouge, à short blanc et bas rouges, tandis que le maillot extérieur est blanc, à short rouge et bas blancs. Cependant le maillot principal a parfois été le blanc. Une autre variante a été introduite dans les années 2000, où tout l'équipement domicile est rouge et tout l'équipement extérieur est blanc.

### Écussons du club
L'écusson a peu évolué depuis 1948 ; il est composé d'une étoile rouge à cinq branches entouré de lauriers dorés et d'un fil rouge, avec les initiales « ЦСКА » en blanc sur un cartouche rouge en dessous.
Le club utilise cependant un autre blason pour les compétitions européennes de 1968 à 1985.

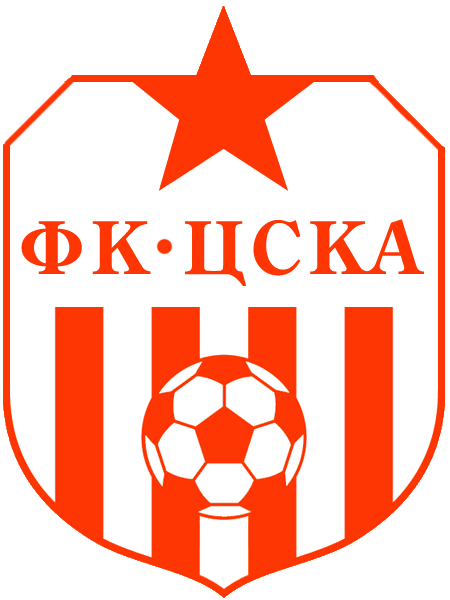
Logo alternatif européen (1968-1985).
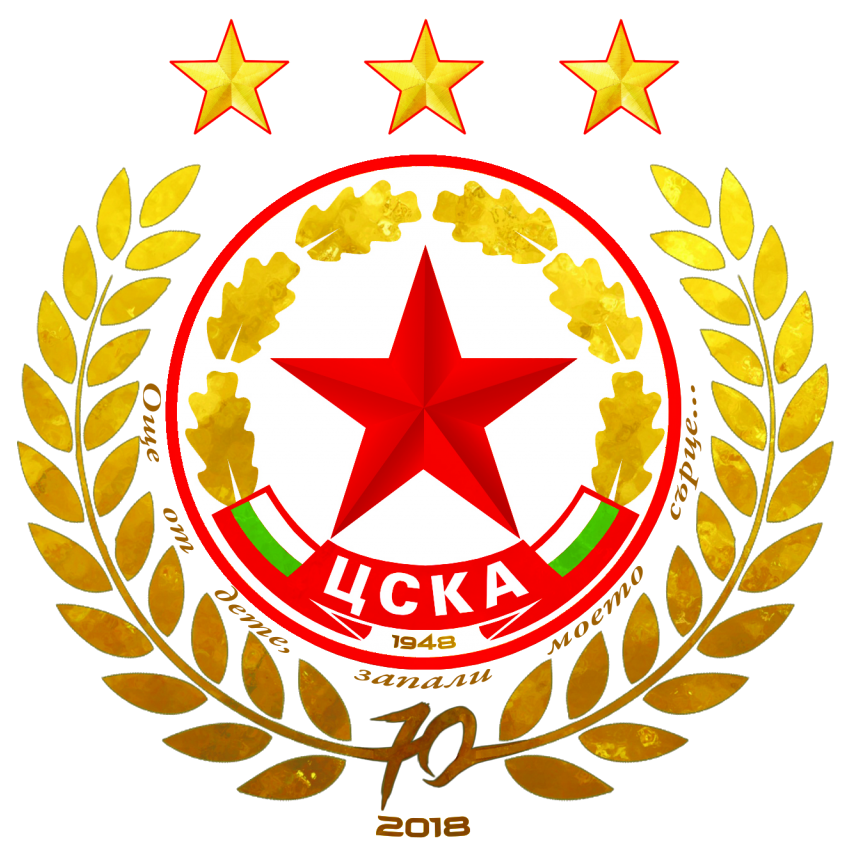
Logo utilisé à l'occasion des 70 ans du club